# Nicolaj Bo Larsen
Nicolai Bo Larsen nacido el 10 de noviembre de 1971 en Roskilde es un exciclista danés de los años 1990-2000. Profesional desde 1996 a 2002, fue campeón de Dinamarca en 1997 y en 1999.

## Palmarés
| 1993 - 1 etapa de la Vuelta a Gran Bretaña 1994 - 3.º en el Campeonato de Dinamarca en Ruta 1995 - 1 etapa de la Vuelta a Gran Bretaña 1996 - 1 etapa del Giro de Italia 1997 - Campeonato de Dinamarca en Ruta 1999 - Campeonato de Dinamarca en Ruta - 1 etapa del Tour Down Under - 1 etapa de la Vuelta a Suecia - 2 etapas del Herald Sun Tour - Tour de Fyen | 2000 - 2.º en el Campeonato de Dinamarca en Ruta - Campeonato de Dinamarca en contrarreloj por equipos (junto a Jesper Skibby y Jakob Piil) 2001 - 2.º en el Campeonato de Dinamarca en Ruta - Tour de Fyen |

## Resultados en las grandes vueltas
| Carrera         | 1996 | 1997 | 1998 | 1999 | 2000 | 2001 | 2002 |
| --------------- | ---- | ---- | ---- | ---- | ---- | ---- | ---- |
| Giro de Italia  | 27º  | Ab.  | Ab.  | -    | -    | -    | -    |
| Tour de Francia | -    | -    | -    | -    | 58.º | Ab.  | -    |
| Vuelta a España | -    | -    | -    | -    | -    | -    | -    |
| Mundial en Ruta | -    | -    | -    | -    | -    | -    | -    |

-: no participa

Ab.: abandono